# دنيس رولاند (ممثل)
دنيس رولاند (بالإنجليزية: Dennis Rowland)‏ هو عازف جاز وممثل أمريكي، ولد في 3 فبراير 1948.

## وصلات خارجية
- الموقع الرسمي
- دنيس رولاند على موقع IMDb (الإنجليزية)
- دنيس رولاند على موقع ميوزك برينز (الإنجليزية)
- دنيس رولاند على موقع أول ميوزيك (الإنجليزية)
- دنيس رولاند على موقع ديسكوغز (الإنجليزية)